# Omega Lithium
Omega Lithium fue una banda croata de metal industrial/metal gótico. La banda fue formada en 2007 y firmó con Drakkar Entertainment y Sony BMG. El álbum de debut de la banda, Dreams in Formaline, se estrenó el 18 de septiembre de 2009.

## Significado de "Omega Lithium"
El nombre de la banda nace de su afición por las sustancias químicas, si el litio está en contacto con la piel, puede causar quemaduras químicas graves. Las sales de litio, por otra parte, se usan para tratar el trastorno bipolar, manía y depresión. Pero estas no son todas las aplicaciones de ese elemento químico , pues, a modo de pensar de los integrantes de la banda, en combinación con Omega, la última letra del alfabeto griego, un fármaco de litio de forma acústica toma una calidad altamente adictiva.
Esta afición también se puede observar en el nombre de su primer álbum de estudio traducido al español como "Sueños en Folmol", la formalina es una solución acuosa, una mezcla de formaldehído y el metanol que se utiliza para preservar los órganos y los preparados anatómicos y biológicos.
Partiendo de este concepto, estos músicos croatas se preguntaron a sí mismos lo que una persona que se ha conservado en formol sueña: ¿Hay algo para conservar nuestros pensamientos y nos impide buscar más? ¿Para protegernos y proteger al mismo tiempo lo que dejemos de percibir en el mundo real? ¿Es nuestra única realidad un sueño de formol, después de todo? Once canciones profundas hacen a Omega Lithium llegar al fondo de estas y otras cuestiones relativas a los conflictos sociales, las conspiraciones y el lado oscuro de la humanidad.

## "Dreams in Formaline" (2009) - Éxito comercial
El primer sencillo del álbum debut fue Stigmata. El sencillo fue interpretado en MTV Rock Chart y llegó hasta el lugar 4 en el MTV Adria Rock Chart. Pronto, el video apareció en otras cadenas de televisión europeas y mundiales.
En YouTube, "Stigmata" ha recibido más de un cuarto de millón de visitas, siendo el mayor número de reproducciones para una canción debut en este género.
La banda estuvo de gira con la banda de folk metal alemán Subway to Sally en su gira "Kreuzfeuer" del 18 al 30 de diciembre de 2009.
La banda encabezó la 2 ª etapa del Metal Camp 2010, apareció en el Wave Gotik Treffen y concluyó el Dreams in Formaline tour con una actuación en el Metal Female Voices Fest 2010. 
El 26 de febrero de 2010 se anunció que lanzarían una versión de su álbum debut para América del Norte, bajo el sello de "Artoffact Records" el 6 de abril e incluiría un bonus track.

## "Kinetik" (2011)
La banda, por medio de su Myspace oficial, anunció el 27 de enero de 2011, que un nuevo álbum sería lanzado en mayo de 2011 a través de Drakkar Entertainment y Sony Music. Fue grabado en "Horus Studio" en Hannover y producido por Zare Pak, exitoso productor esloveno, más conocido por actos como la banda "Siddharta" entre otros, y coproducido por el guitarrista de la banda, Malice Rime.
El álbum, el cual lleva por nombre "Kinetik", fue publicado en Europa el 27 de mayo, llevando por el momento dos sencillos, "Dance with me", primer sencillo, cuyo videoclip oficial se estrenó en YouTube y en su Myspace el 10 de abril, y "Colossus", publicado gratuitamente el 17 de abril, únicamente en Descarga digital.

## Disolución
La banda se disolvió en 2011, aún se desconoce las razones exactas. Posteriormente, Marko Matijević Sekul (Malice Rime) y Zoltan Lečei (Zoltan Harpax) se unieron para formar la banda industrial de folk metal Manntra, mientras que Teodor Klaj (Torsten Nihill) se unió al grupo croata de death/thrash metal Monox.

## Discografía

### Álbumes de estudio
- Dreams in Formaline (2009)
- Kinetik (2011)

### Sencillos y EP
- Andromeda EP (2007)
- Stigmata (Sencillo de "Dreams in Formaline") [2009]
- Dance with me (Sencillo de "Kinetik") [2011]
- Colossus (Sencillo promocional de "Kinetik") [2011]

## Reconocimientos
- "Grupo revelación 2009" - "Zillo" y "Sonic Seducer" (Ambas revistas alemanas especializadas en música alternativa).